# Grundtvigs Sogn
Grundtvigs Sogn ist eine Kirchspielsgemeinde (dän.: Sogn) in der Altstadt von Esbjerg im südlichen Dänemark.
Von den 71.921 Einwohnern von Esbjerg leben 8217 im Kirchspiel (Stand:1. Januar 2023). Nachbargemeinden sind im Norden und Osten Jerne, im Süden Zions und im Westen Vor Frelsers (dt.: Unser Heiland).

## Geschichte
Grundtvigs Sogn entstand im Jahr 1968 durch Abspaltung vom Kirchspiel Jerne Sogn. Bis 1970 gehörte sie zur Harde Skast Herred im damaligen Ribe Amt, danach zur Esbjerg Kommune im erweiterten Ribe Amt, die im Zuge der Kommunalreform zum 1. Januar 2007 in der „neuen“ Esbjerg Kommune in der Region Syddanmark aufgegangen ist.
Kirchlich gehört sie zur Skads Provsti im Bistum Ribe der Dänischen Volkskirche.

## Kirchengebäude

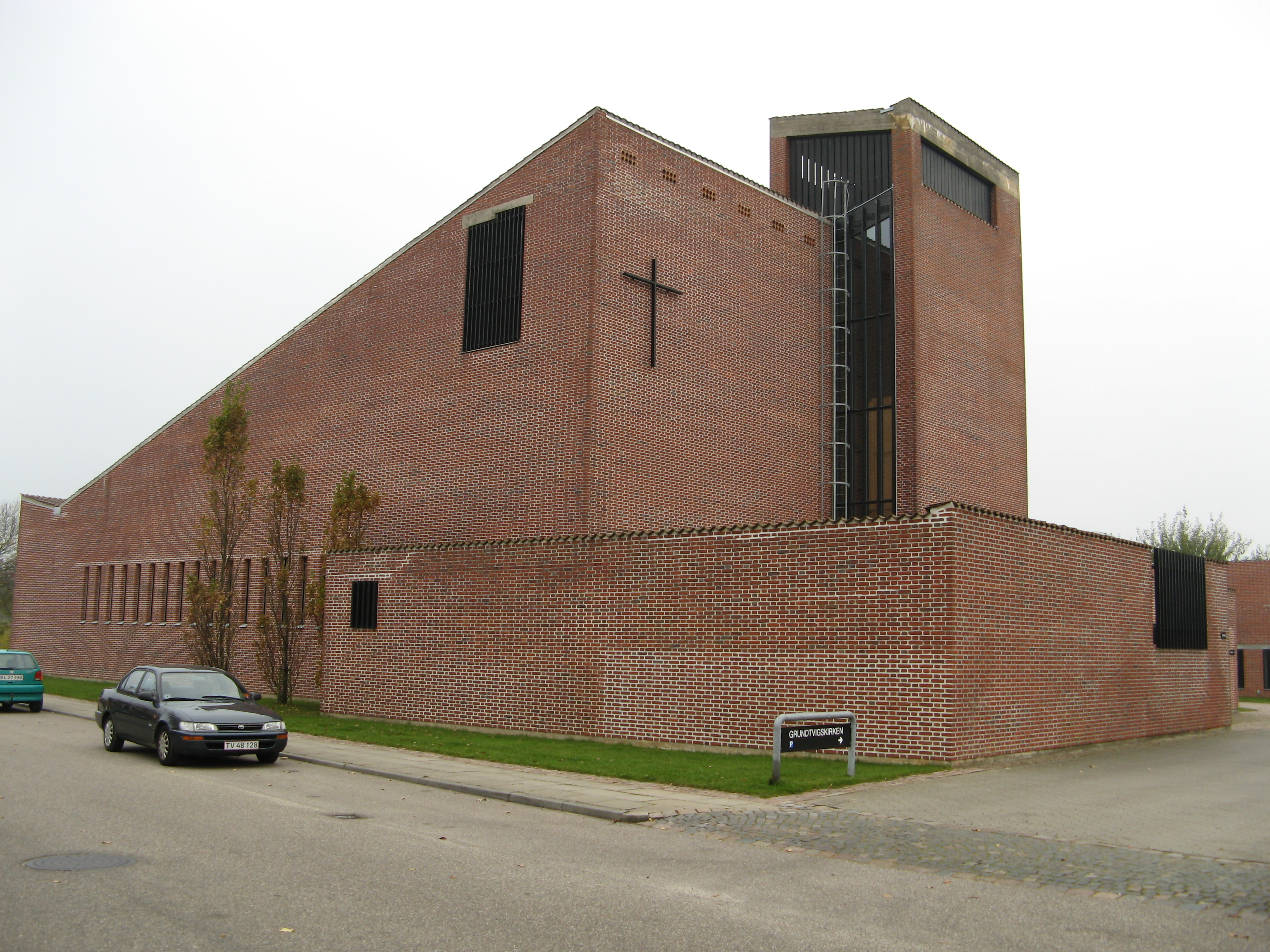
Grundtvigskirke

Im Kirchspiel liegt die Kirche Grundtvigskirke, die am 7. Juni 1969 eingeweiht wurde.
Bereits in den 1920er Jahren kam in Esbjerg der Gedanke auf, eine Kirche in Østerbyen zu bauen. 1936 entstand ein Entwurf für diese neue Kirche und die Gemeinde Esbjerg stellte ein Grundstück für den Bau der Kirche zur Verfügung. Jedoch lag auf diesem Gelände das Ballspielfeld der Rørkjær-Schule, was zu Einwänden der Schule führte. So wurde der Plan, die Kirche auf diesem Grundstück zu errichten, fallengelassen. Durch den Zusammenschluss der sogne Jerne und Esbjerg und durch den Zweiten Weltkrieg verzögerte sich der Kirchenbau nochmals.
1952 gab die Gemeinde Esbjerg bekannt, dass das Grundstück an der Ecke Ribegade/Grundtvigs Allé für den Kirchenbau zur Verfügung gestellt werden sollte. Der Entwurf stammte von dem Architekten Ole Nielsen aus Lyngby. Er wurde aufgrund eines 1957 durchgeführten Architektenwettbewerbs aus 130 Vorschlägen ausgewählt.
Am 14. März 1967 wurde beschlossen, dass die neue Gemeinde, in der die Kirche erbaut werden sollte, Grundtvigs Sogn heißen sollte. Die Grundsteinlegung erfolgte am 26. April 1968.
Die Kirche wurde in zwei Abschnitten gebaut. Neben der Kirche selbst umfasste der erste Bauabschnitt eine Kapelle mit zugehörigem Kapellenhof, den Glockenturm, einen Taufraum (Baptisterium), ein Pfarrhaus, Toiletten, eine Garderobe und Räume für den Gottesdienst. Die Einweihung des ersten Bauabschnitts fand am Trinitatis-Sonntag, den 1. Juni 1969 statt.
Der zweite Bauabschnitt umfasste drei Besprechungsräume, eine Küche und Toiletten, die um einen Atriumhof gebaut wurden. Das Richtfest hierfür fand am 3. August 1970 statt. Am 6. Februar 1971 wurden die Versammlungsräume der Kirche eingeweiht.